# Veronica armena
Veronica armena är en grobladsväxtart som beskrevs av Pierre Edmond Boissier och Huet. Veronica armena ingår i släktet veronikor, och familjen grobladsväxter. Inga underarter finns listade i Catalogue of Life.

## Bildgalleri

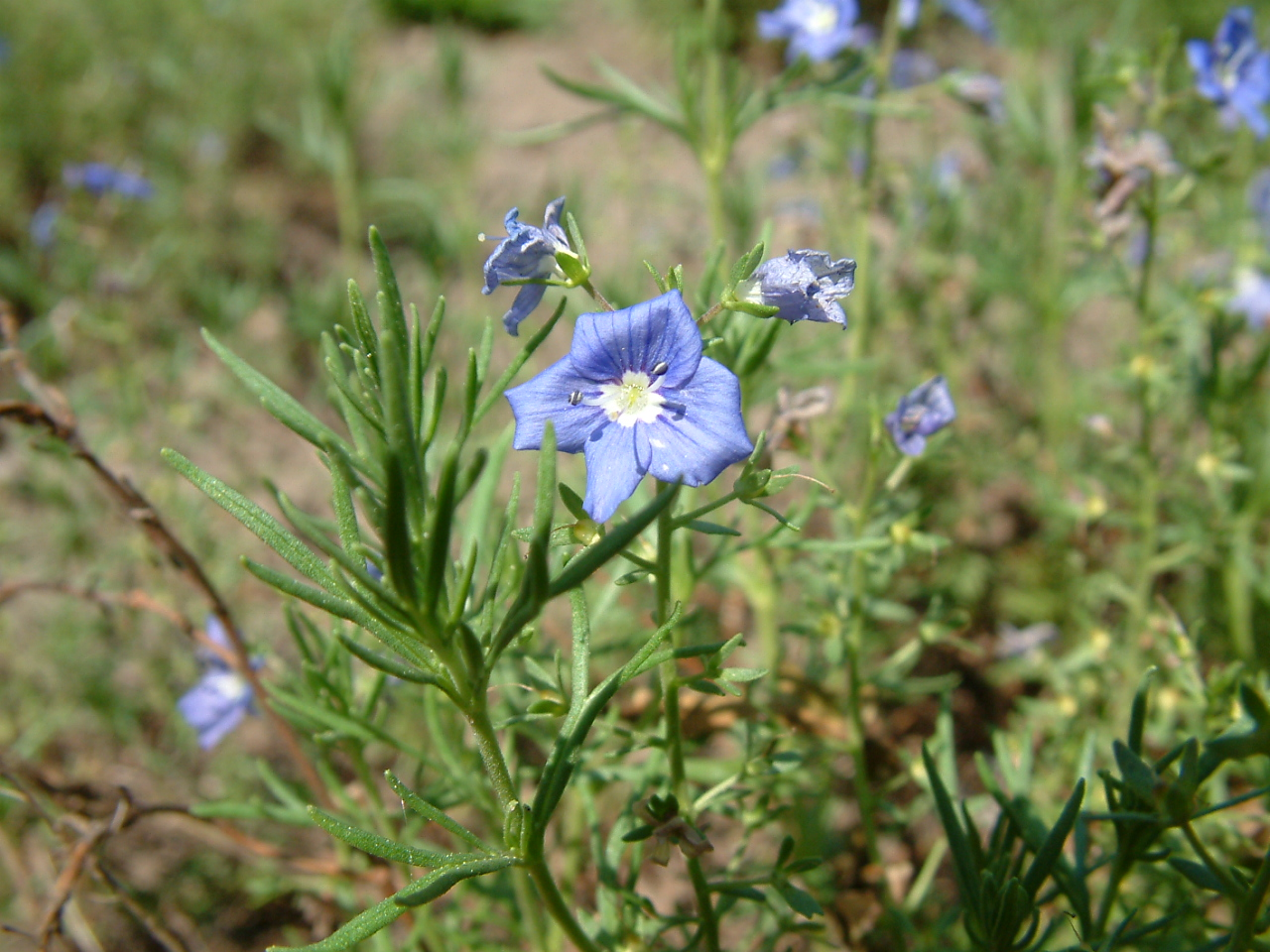
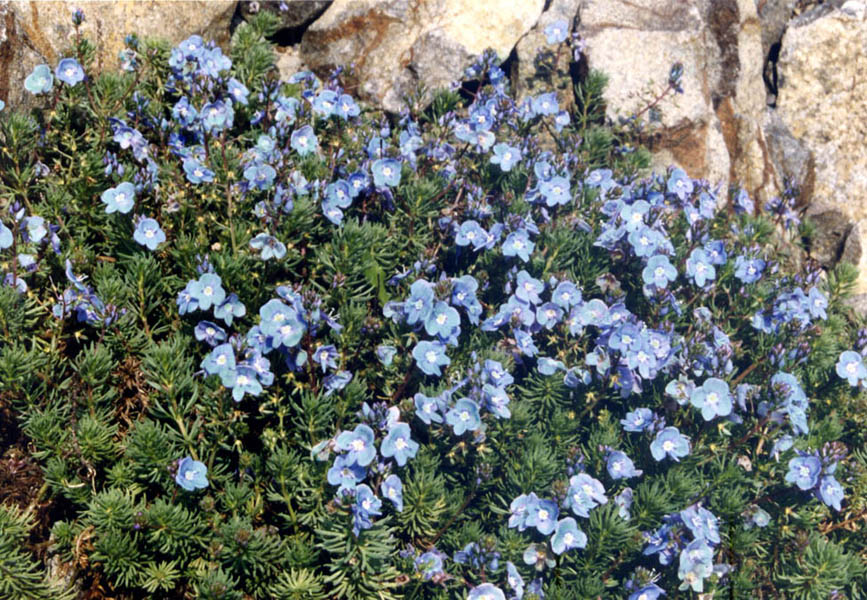
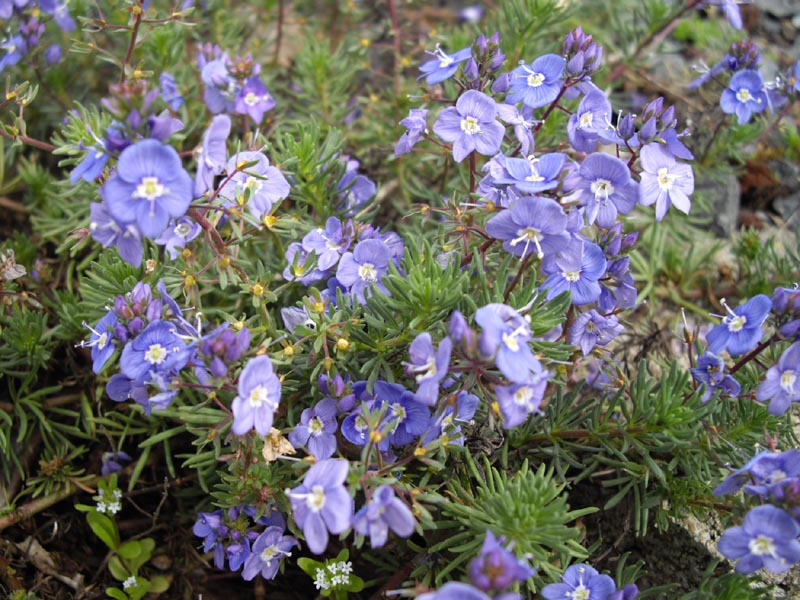
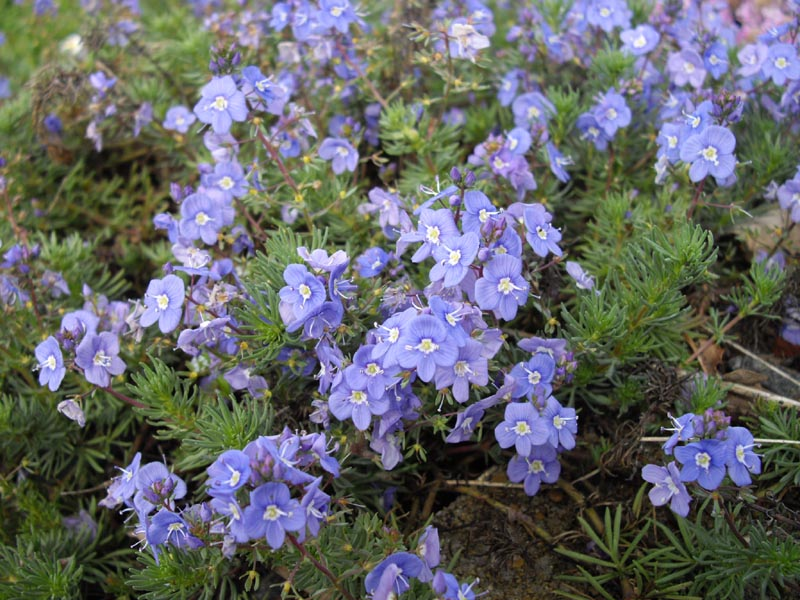
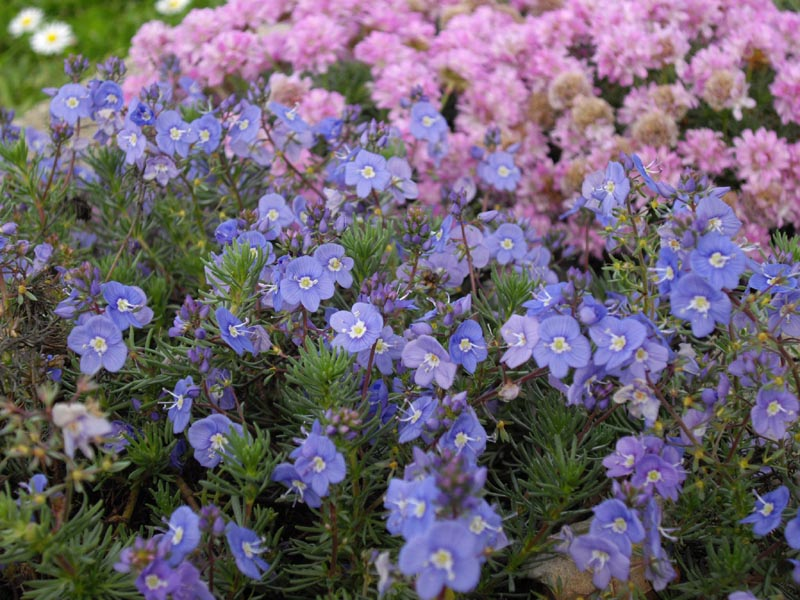
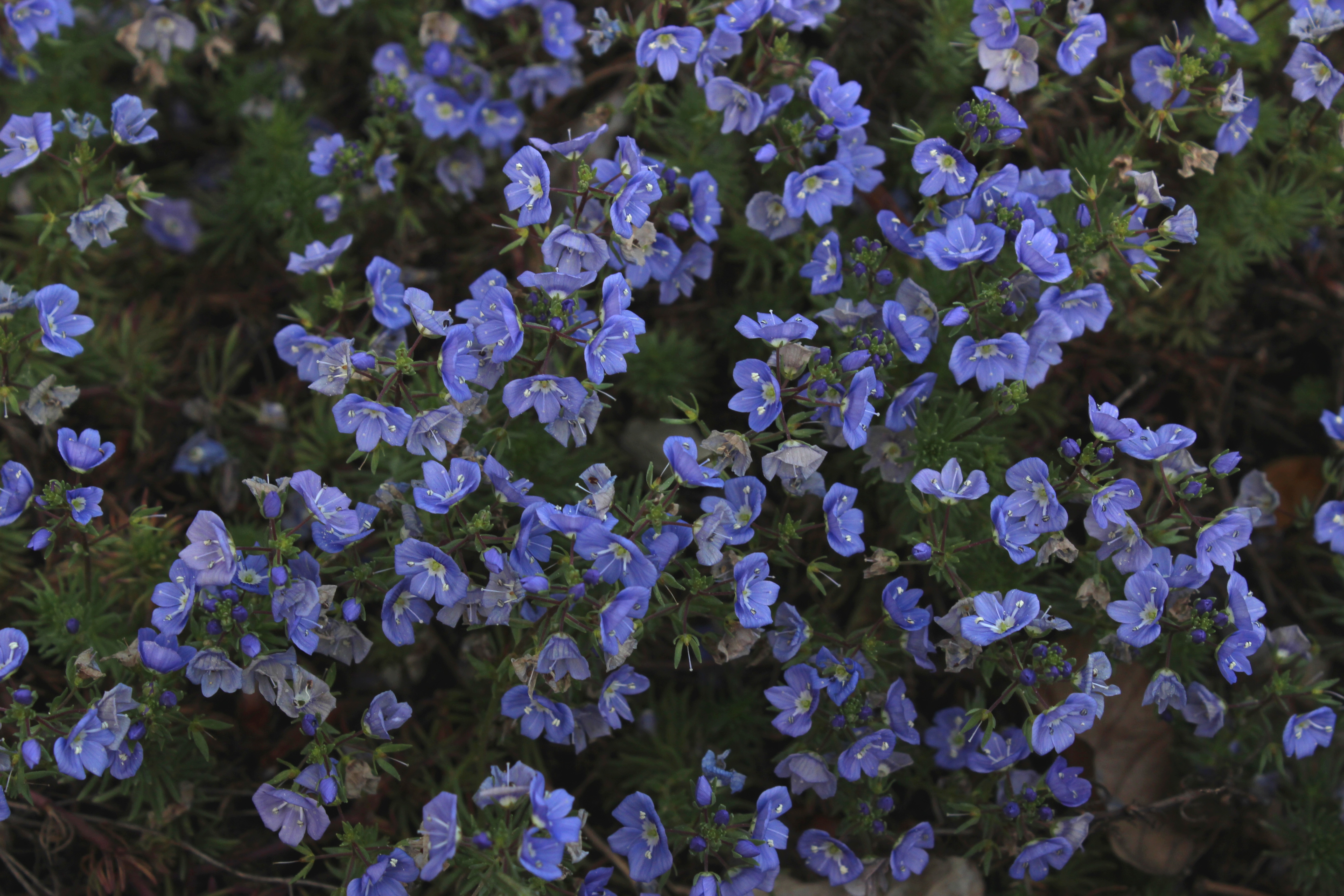